# SM U-10
O SM U-10 foi um submarino operado pela Marinha Austro-Húngara e a primeira embarcação da Classe U-10, seguido pelo SM U-11, SM U-15, SM U-16 e SM U-17. Sua construção começou em novembro de 1914 na Germaniawerft em Kiel e foi lançado ao mar em janeiro de 1915, sendo inicialmente comissionado na Marinha Imperial Alemã no mesmo mês como o SM UB-1. Era armado com dois tubos de torpedo de 450 milímetros, possuía um deslocamento submerso de 142 toneladas e conseguia alcançar uma velocidade máxima de seis nós na superfície e cinco nós submerso.

## Características
O SM UB-1 foi um submarino costeiro que deslocava 127,51 t na superfície e 142,50 t submerso. Ele contou com um motor Daimler-Motoren-Gesellschaft de 60 bhp movido a diesel, mais um motor elétrico único de 120 shp (89 kW) para viagens submersas. O SM UB-1 foi capaz de mergulhar a uma profundidade de até 50 metros (160 pés). Ele foi projetado para uma tripulação de 17 homens.

## História
A construção do SM UB-1 fora iniciada em 1 de Novembro de 1914, em Kiel. Depois que sua montagem fora concluída, o SM UB-1 foi lançado em 22 de janeiro de 1915. Foi transportado por via férrea à Pola, onde foi montado e batizado em 1 de novembro de 1914. Este foi contratado para a Marinha Imperial Alemã mais tarde em 22 de janeiro de 1915, e durante seu serviço afundou um barco italiano em junho do mesmo ano.
O submarino mais tarde fora entregue à Áustria-Hungria e comissionado como SM U-10 em 4 de junho de 1915. Em maio de 1917, o U-10 fora alvo de um ataque de torpedos oriundos de um submarino britânico, porém ambos os torpedos lançados não atingiram o alvo. Em julho de 1918, o SM U-10 atingiu uma montanha subterrânea e encalhou com danos pesados. Ele fora rebocado para Trieste para reparos, entretanto a guerra acabou antes que o submarino voltasse a ativa.
Após o fim da Primeira Guerra Mundial, o SM U-10 fora entregue para a Itália como uma reparação de guerra e, em 1920, o submarino foi desmontado.